# Popcorn salé
Ne doit pas être confondu avec Pop-corn.
Pistes de 999
Paris en Août
(2)
Popcorn salé est une chanson écrite, composée et interprétée par Santa. Elle est sortie le 25 mars 2022, et est le premier titre extrait de l'EP 999, sorti le 9 septembre 2022. La chanson est le premier titre de l'album Recommence-moi sorti deux ans plus tard.

## Histoire

### Genèse
Santa, l'autrice-compositrice-interprète de Popcorn salé, décide d'entamer une parenthèse solitaire après une dizaine d'années de présence en tant que chanteuse du groupe anglophone Hyphen Hyphen (actif depuis 2009). Cela lui permet d'aborder ses sentiments intimes, sa vision du monde, et d'évoquer ses failles personnelles notamment. Elle déclare ainsi qu'elle « était dans un marasme d'idée plutôt sombres mais avec une petite lueur d'espoir », et avoir « éprouvé le besoin de faire de mes plus grosses craintes, de mes névroses, un feu vivifiant ».
Toujours à propos de sa conception, Santa explique avoir initié ce titre dans le cadre de la pandémie de Covid-19 et des confinements instaurés, déclarant vouloir « partir du personnel pour aller vers l’universel » et qu'elle a eu une « montée chromatique qui [lui] est venue et qui s’est imposée comme une évidence ». Santa ajoute qu'elle « composait pendant les nuits » avec « une grande liberté d’expression et d’exploration », offrant « la possibilité de construire un monde intime » et une chanson singulière dans la sphère musicale. La chanteuse met alors ce dernier progressivement à jour, faisant écouter Popcorn salé à ses proches et aux autres membres du groupe Hyphen Hyphen qui la soutiennent,.

### Publication et succès important
Popcorn salé et le clip associé sont ainsi publiés le 25 mars 2022 en tant que premier titre de l'EP 999, premier EP en solo de Santa. Une opération de promotion permettant d'augmenter la notoriété de la chanson est menée au moyen de codes QR imprimés et apposés sur des paquets de popcorn au cinéma puis sur des produits de supermarché.
À l'été 2022, une version avec des plans par drone est enregistrée en plein air sur la jetée qui mène au phare de Nice.
Le 16 septembre 2022, Santa interprète Popcorn salé sur la scène du festival Paris Paradis.
Début 2023, Popcorn salé est interprété par Clem, candidate de la saison 12 de The Voice : La Plus Belle Voix, impressionnant le public ainsi que Santa, qui décide d'inviter la candidate à chanter le titre ensemble sur scène. Ce dernier est en effet de plus en plus diffusé dans les radios et les médias et écouté sur les plateformes qui l'hébergent, avec par exemple plus de 38 millions d'écoutes sur Spotify, et acquiert ainsi un succès important, Le Parisien déclare que la chanson « restera comme l’une des plus belles compositions de 2022 », et Madame Le Figaro qu'elle « a conquis un large public » de par l'« impudique » qui la constitue. NRJ affirme quant à lui que c'est un « véritable hit », Europe 2 parle, elle, d'un titre qui « a su s'imposer ».
Le 14 juillet 2023, dans le cadre de l'ouverture de l'Urban Garden de Plaisirs d'Été organisé pour la première fois par la ville de Bruxelles, Santa réalise une performance live en interprétant Popcorn salé avec son piano à queue suspendue à 40 mètres du sol,. La vidéo de cette interprétation singulière est publiée début 2024 sur YouTube,,.
Les mois passants, le grand succès de la chanson se confirme, et est elle ainsi nommée pour le NRJ Music Award de la chanson francophone de l'année de 2023 où Santa réalise à nouveau une prestation suspendue dans les airs devant le Palais des festivals,,, puis est certifié disque de diamant au premier trimestre 2024,.

## Analyse
Popcorn salé est une chanson d'amour lesbien dans laquelle Santa s'adresse à son amoureuse. Le morceau est doux, intime et pur, caractéristiques appuyées par le format piano-voix. Le Parisien décrit lui le titre comme une « intense ballade intimiste au piano qui finit crescendo dans un feu d'artifice vocal »,, France Inter parle d'« un élan de rage et de sensibilité ».

## Clip vidéo
Le clip est lui aussi sorti le 25 mars 2022 et a été réalisé par Frédéric Forestier. Santa, seule et vêtue d'un long manteau de latex noir, le regard direct, est mise en scène au piano, jouant et chantant avec intensité au sein d'un cadre sobre, le tout souligné par des plans de près alternant avec des plans la cadrant avec l'instrument. À la moitié du titre environ, du popcorn aux allures de flocons de neige commence à tomber autour d'elle, puis des touches du piano s'élèvent dans les airs, avant que l'artiste n'en fasse de même. Le clip se clôture avec Santa se tenant debout et contemplant l'étendue blanche qui l'entoure.
Le clip est nommé pour le NRJ Music Award du clip de l'année de 2023.

## Reprises
Popcorn salé est interprétée sur la scène de l'Arkéa Arena de Bordeaux par la troupe des Enfoirés 2024 (que Santa a intégrée cette année-là) lors d'un tableau poétique,.

## Classements et certifications
| Classement (2023-2024)                  | Meilleure position |
| --------------------------------------- | ------------------ |
| Belgique (Wallonie Ultratop 50 Singles) | 5                  |
| France (SNEP)                           | 8                  |
| France (SNEP Radio)                     | 14                 |

| Classement (2023) | Position |
| ----------------- | -------- |
| France (SNEP)     | 162      |

| Classement (2024)            | Position |
| ---------------------------- | -------- |
| France (SNEP)                | 31       |
| Belgique (Wallonie Ultratop) | 25       |

### Certification
| Pays   | Organisme | Certification | Seuil                            |
| ------ | --------- | ------------- | -------------------------------- |
| France | SNEP      | Diamant       | 50 millions d'équivalent streams |
| Suisse | IFPI      | Or            | 15 000 d'équivalent ventes       |

## Historique de sortie
| Pays   | Date         | Format                                | Label                      |
| ------ | ------------ | ------------------------------------- | -------------------------- |
| France | 25 mars 2022 | Téléchargement, streaming, Clip vidéo | Warner Music et Parlophone |